# 焦柳铁路
焦柳铁路是位于中国大陆的一条从河南焦作通往广西柳州的铁路，于1978年建成，全长1639公里。
焦柳铁路原分为北南两段。北段从河南焦作到湖北宜都（原名枝城），称为焦枝铁路，于1969年动工，1970年建成。南段从湖北宜都到广西柳州，称为枝柳铁路，于1970年动工，1978年建成。1987年12月31日，焦枝、枝柳铁路合并，改称焦柳铁路，铁路全长运营里程1645公里，北端月山站同太焦铁路联网，南端柳州南站同湘桂铁路、黔桂铁路接连。焦柳铁路连接数座工业重镇，与太焦铁路等共同构成了中国中西部地区的一条南北向铁路干线。

## 历史

### 焦枝铁路历史

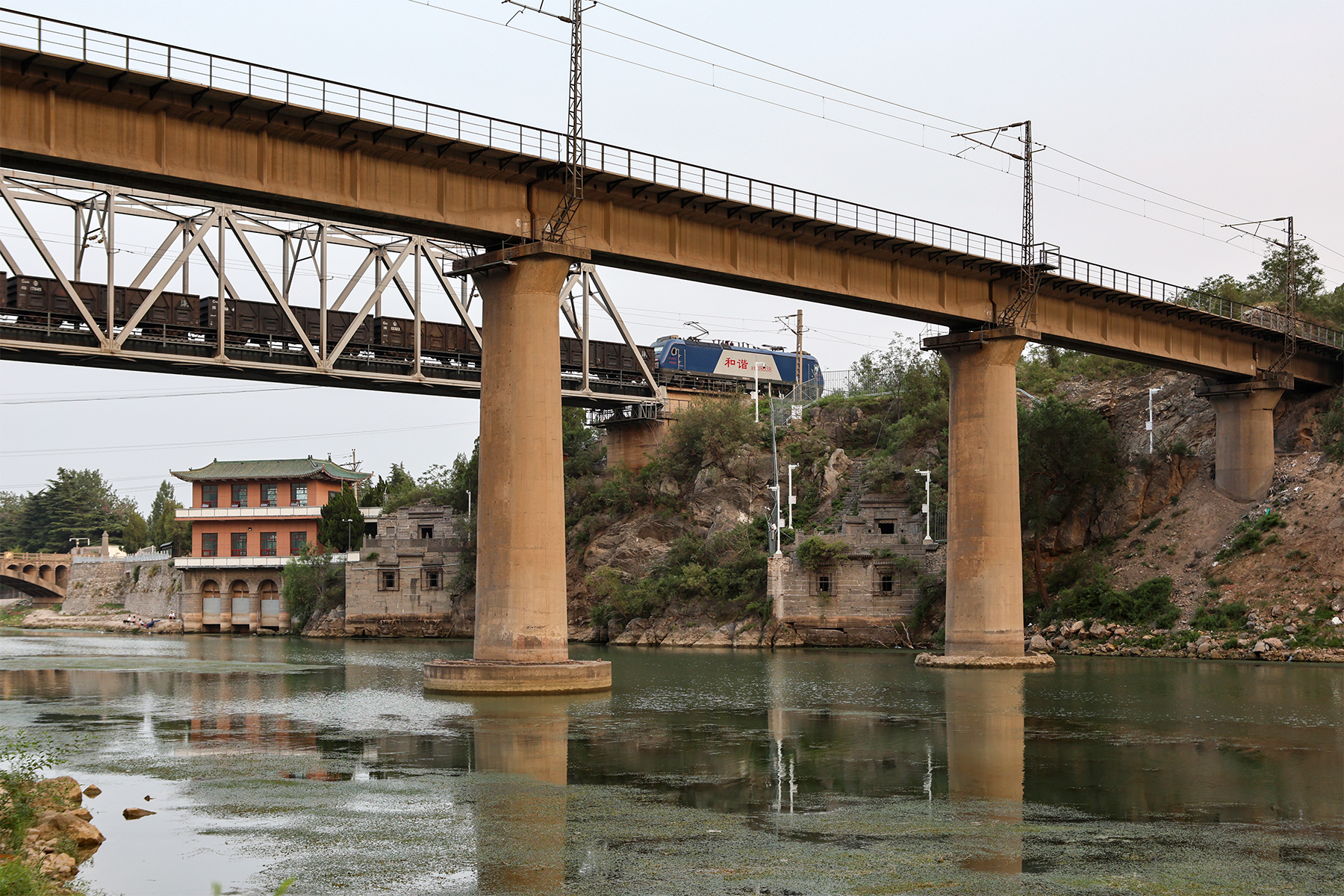
位于河南省济源市境内的焦柳铁路沁河桥，桥下可见五龙口古代水利设施的两座渠首

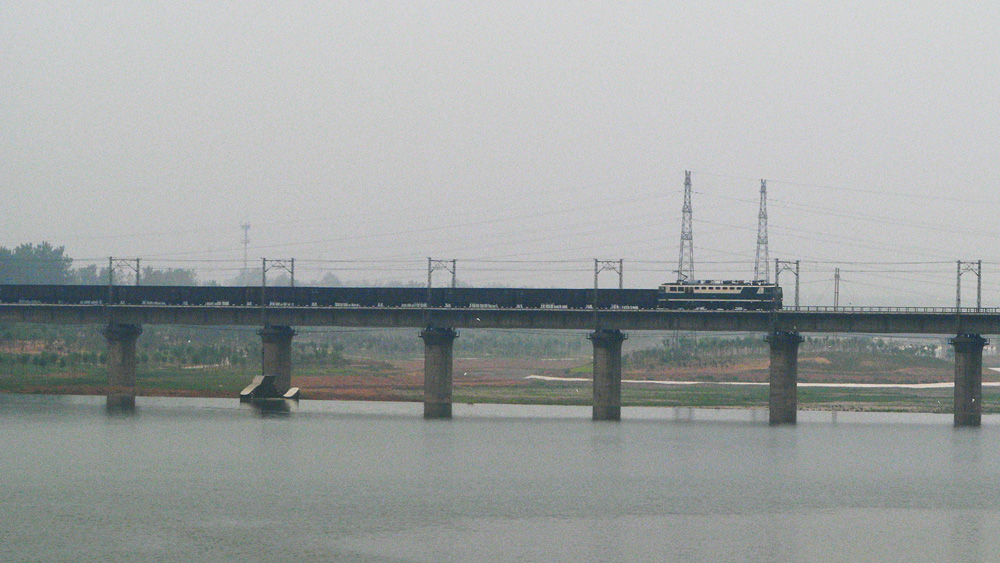
6K型电力机车牵引的货物列车运行在焦柳铁路伊河大桥（2011年）

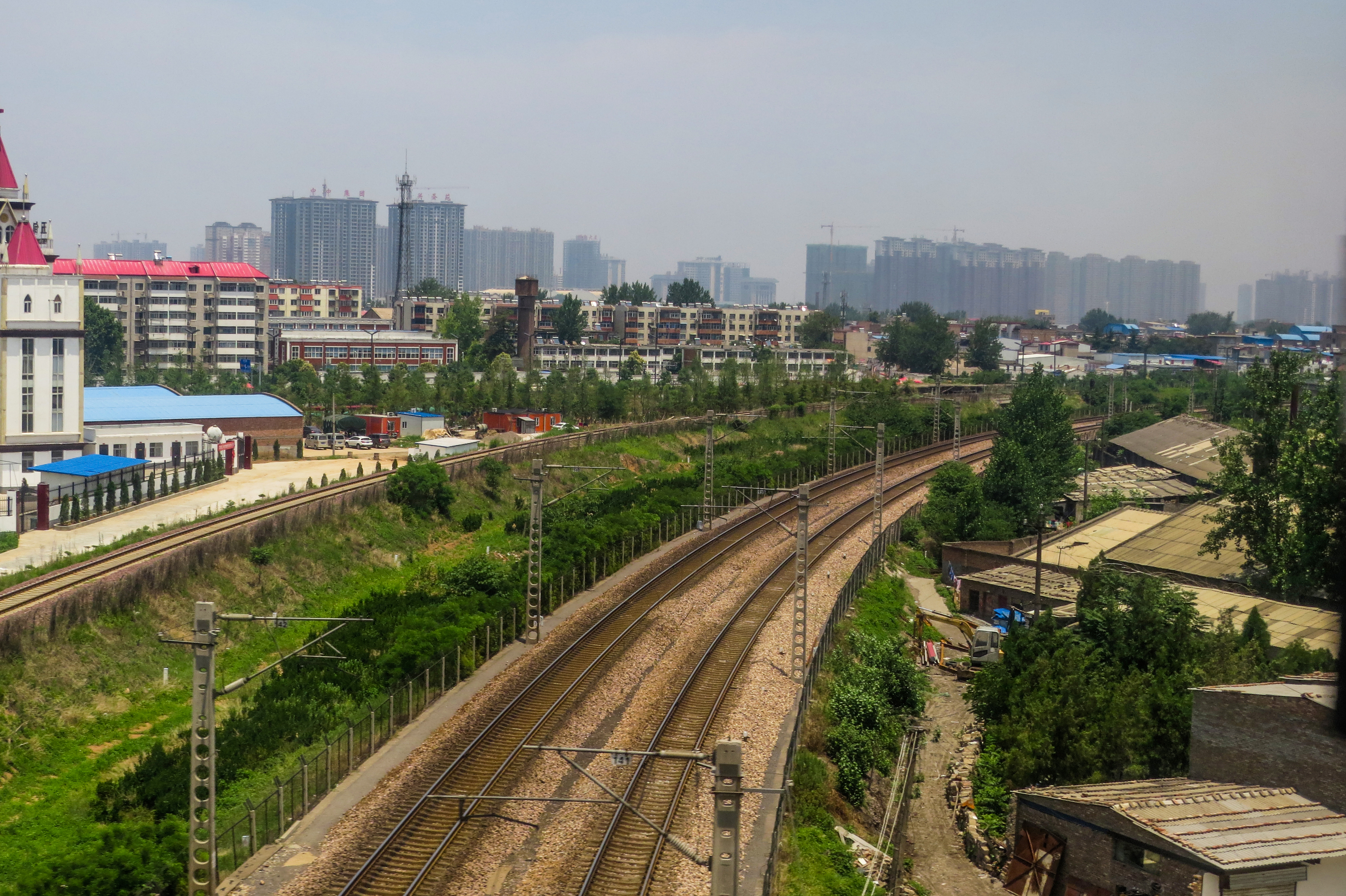
焦柳铁路在关林街道下穿徐兰客运专线

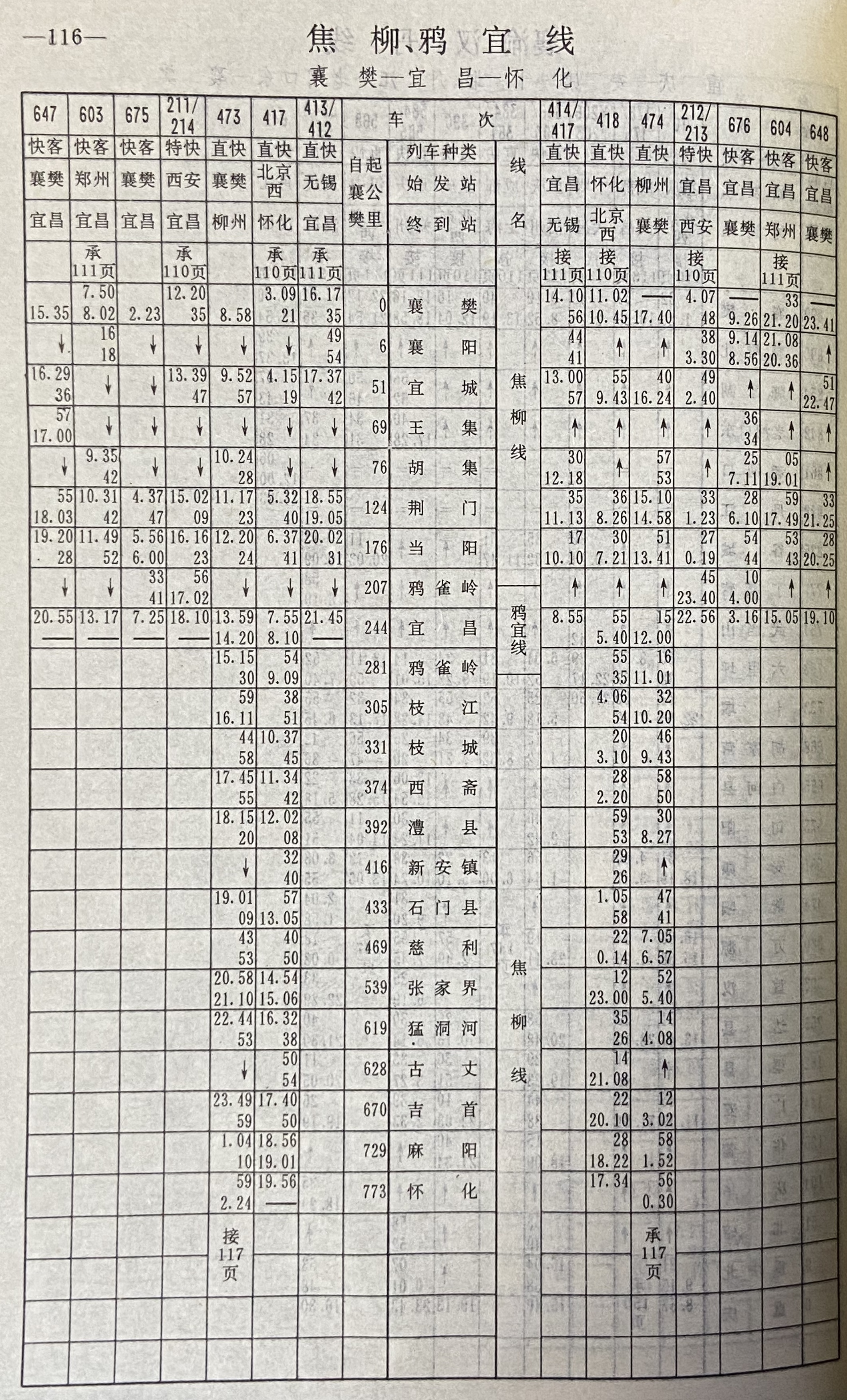
90年代的焦柳线時刻表

随着中国大三线建设的轰轰烈烈开展，1966年1月铁道部铁四院承担了全国铁路建设重点工程——全长753公里的焦枝铁路勘测设计。
1969年6月，毛泽东至武汉视察，在东湖住处接见了武汉军区司令员兼省革委会主任曾思玉、政委刘丰、湖北省革委会常务副主任张体学，說明修築焦柳铁路的战略意义：一旦打仗，津浦鐵路掉了还有京广鐵路，再掉了南北大动脉就断了。有了焦柳鐵路，南北交通就不会因此而中断。
1969年8月，遵照毛泽东的战略意图，国务院、中央军委指示铁道部，召开了修建焦枝铁路的工作会议，参见会议的单位有国家计委、国家建委、物资部、水电部、商业部、武汉军区、河南省革委会、湖北省革委会，以及郑州铁路局、河南省军区、湖北省军区、铁四院、铁道部第四工程局、铁道部大桥工程局等，按照中央要求打一场修建铁路的人民战争，争取用一年多一点的时间建成通车。
根据中央的安排，焦枝铁路具体建设工作由武汉军区抓总，河南、湖北两省革命委员会和省军区实施，铁道部、物资部、水电部、商业部等部门派人参加。成立「焦枝铁路会战总指挥部」，武汉军区副司令员孔庆德任指挥长。
河南、湖北两省编成25个民兵师、188个民兵团、86.61万民兵。另有专业铁路工人3.14万人。施工高峰时投入118万人同时开工。每人每月工资37元，每人每月供应伙食标准为60市斤粮食。经100天大干，1970年春节前基本完成全线土石方工程，绝大多数民兵返回家乡，仅留下少数民兵配合桥隧施工。1970年6月19日，焦枝铁路会战河南省指挥部向交通部发出报喜电报：“焦枝铁路河南段60余万会战大军，经过7个月零18天大打人民战争的紧张战斗，于1970年6月18日23点胜利接轨通车。共计历经8个月建设，1970年7月1月焦枝铁路竣工通车典礼在河南省南阳市召开，中共中央政治局委员、国务院副总理纪登奎为通车剪彩。
武汉军区司令员曾思玉、河南省革委会主任刘建勋、湖北省革委会副主任张体学代表大军区、河南省、湖北省在会议上致辞。通车仪式结束后，筑路功臣模范乘火车在全线运行一个来回。共计完成路基土石方7289.5万立方米，建隧道及明峒24座共13340米，桥梁2583座共37947.9米，铺轨1204.63公里，建车站91个，建站房等建筑79.9万平方米。
通车后，留下部分施工人员，继续扫尾工程。经过3个月试运营，运送旅客130多万人次，运输物资23万吨。1970年9月23日至28日，武汉军区在湖北襄樊主持召开焦枝铁路交接会议。交通部、焦枝铁路会战总指挥部、河南和湖北省领导以及参战单位代表共118人与会。除了湖北枝城长江大桥和尚未完成的电力、通信、给水以及房屋建设工程交给湖北方继续施工，其他后续工程均交由郑州铁路局，所需物资由总指挥部安排统一移交。实行人民铁路人民管原则。车站部分工作人员和已确定的每公里3名养路工，从沿线社、队里的优秀民兵，首先是从参加修路的民兵中挑选。1970年10月1月交付郑州铁路局运营。1970年10月17日，焦枝铁路会战河南省指挥部撤销（后勤组留下必要人员结算账务到10月31日）。

### 枝柳铁路历史

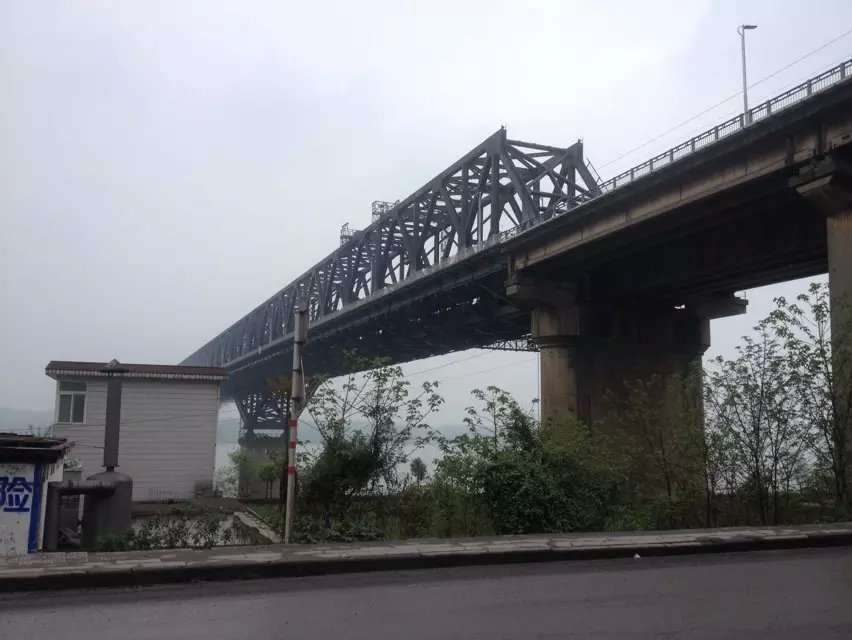
焦柳铁路枝城长江大桥

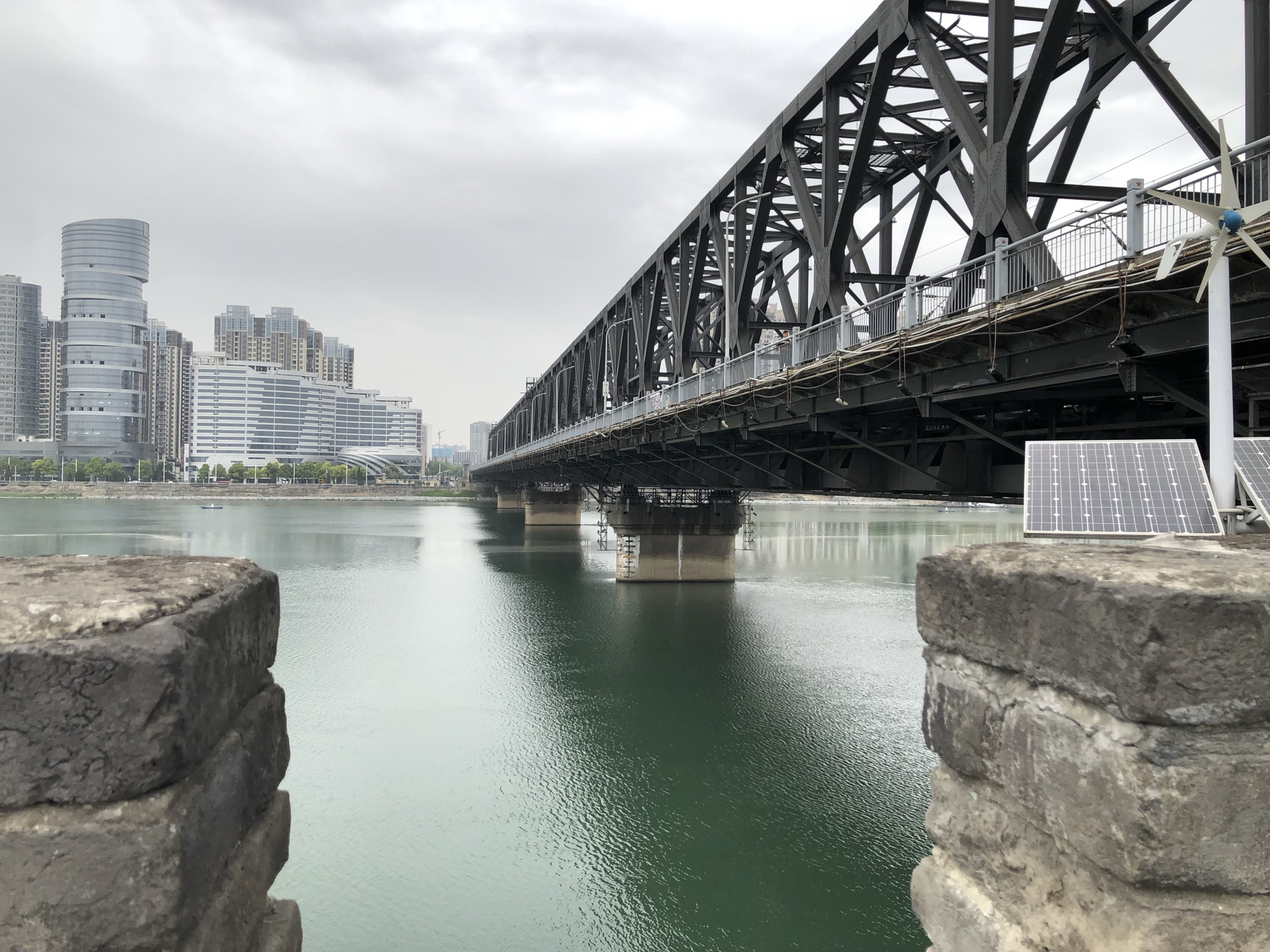
襄阳汉江大桥

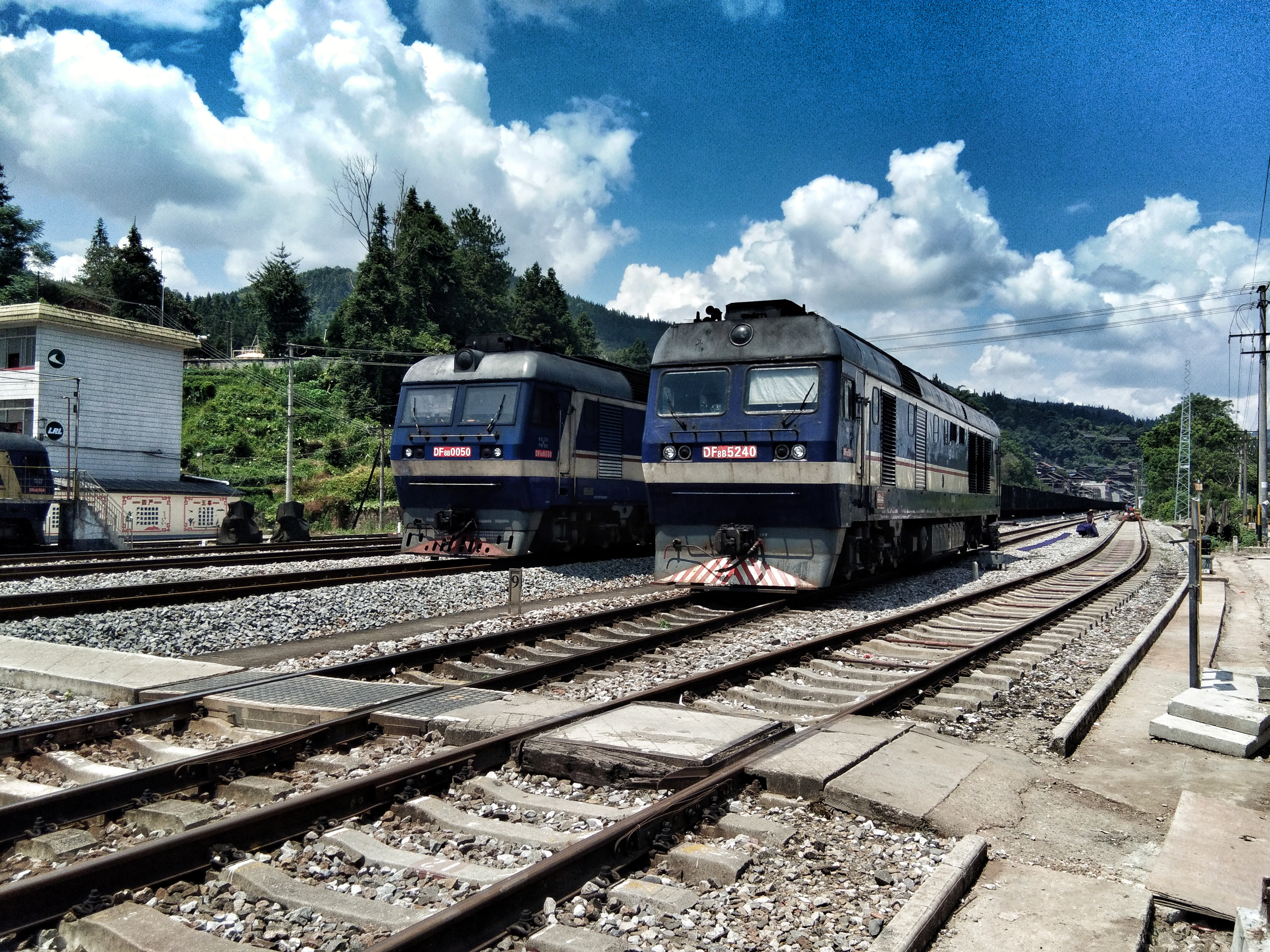
尚为单线非电区间的焦柳线南段八斗站（2019年）

1969年12月，铁道部第四勘测设计院根据中共中央和铁道部军事管制委员会的指示，对枝柳铁路全线进行重点踏勘后，提出澧水、慈利沅江北和常德北沅江南三个线路走向方案。
1970年6月， 铁道部军事管制委员会下达《关于枝柳、湘黔线主要设计标准的通知》，确定枝柳铁路主要技术条件: 线路等级为Ⅰ级乙类干线， 限制坡度为6‰ （牙屯堡至八斗加力坡度12‰），曲线最小半径一般地区700米，困难地区450米; 到发线有效长度近期650米、远期850米（双机地段加长30米），融安区段站和柳州南编组站一次建成850米，线路上部暂铺43公斤／米次重型钢轨；隧道限界丹洲以南按隧限甲－2设计，丹洲以北原设计按电气化净空（施工中改为非电气化净空，隧道边墙按标准减少0.45米）; 桥梁等级中－22级;通信线路为架空明线（3铜线5铁线）;闭塞方式近期为继电半自动，融安站采用色灯电锁器联锁，柳州南站到达场采用大站继电集中，洛满、福塘、成团、柳江站为电气集中，远期为调度集中;牵引种类、机型、定数为近期柳州至融安段使用前进型蒸汽机车，融安至怀化段使用东风4型内燃机车，牵引定数2400吨; 远期均为东风4型内燃机车，牵引定数3400吨。设计货运量近期600万吨／年，远期1200万吨／年。
1970年8月，中共中央召开湘黔、枝柳铁路建设会议，正式决定枝柳铁路采用澧水方案。8月26日，国务院、中央军委批准动工修建枝柳铁路。
1974年9月1日，广西境内的水团至洛满段开始临管运营。1977—1980年，工程重点仍以站后配套为主，抓紧房屋建筑施工和设备安装，填平补齐给水、电力、通信、信号、机务段的非标设备。
水团至牙屯堡段全长14.39公里，由铁四院设计，铁二局、铁五局和湖南省民兵施工。1970年9月动工，1978年7月8日完成铺轨，1978年12月实行临管。至此，枝柳铁路全线通车。
洛满至柳州南站到达场段30.85公里线路由柳州铁路局勘测设计所设计，柳州局工程处组织施工。1978年3月动工后，因投资不足，基本处于半停工状态。1980年9月，柳州铁路局组成工程指挥部， 组织7个工程段3000多人，结合修建该段进行柳州南站到达场第一期工程施工，1981年3月7日全面动工，1982年12月26日接轨通车。1982年3月9日，铁道部确定牙屯堡站为柳州、广州铁路局分界站。1982年8月，水团至牙屯堡段移交柳州铁路局柳州铁路分局。
1982年3—7月，铁道部组织铁二局、铁五局、铁道部隧道工程局、柳州铁路局工程初验 领导小组，对牙屯堡至洛满段、洛满至柳州南段进行初验。1982年12月21日，国家验收委员会验收并通过《枝柳铁路验收证书》 ，同意从1983年1月1日起牙屯堡至柳州南段交付柳州铁路分局临管运营1年，1984年1月1日起正式运营。
1983—1985年, 柳州铁路局处理收尾工程和增加工程等共投资1810万元。1986—1987年，继续对彭莫山隧道帘幕通风设备和融水、融安、三江等站电力、给水设备进行施工。1988—1990年，枝柳铁路进行线路清筛大修， 共清筛线路、换轨大修235.4公里，铺设无缝线路150.219公里，铺换预应力轨枕242公里，使用投资4992.2万元。

### 改造
焦柳铁路月山-济源段随侯月铁路建成复线化。1986年开始修建焦枝铁路济源至襄樊段复线改造工程，1996年7月18日投入运营。襄樊—石门段（襄石复线）于1999年11月全线投用。
焦柳铁路北段于2004年开始电气化改造，其中張家界—怀化区间于2007年1月29日完工，而剩余路段的湖北段、湖南段（澧县—张家界）、河南段依次于2009年11月29日、12月16日和12月19日送电。
2017年12月29日，焦柳鐵路懷化至柳州段電氣化改造工程正式動工。2020年9月30日，柳州南至靖州段電氣化通車，靖州至怀化段于12月26日電氣化通車。
2020年12月26日凌晨3时，焦柳铁路柳州南站至怀化西站间通行电力机车，标志着运行40多年的焦柳铁路，正式告别内燃机车牵引全线实现电气化运营。

## 路线概况
- 总长度：1645 km
- 轨距：1,435 mm
- 复线区间：月山-石门县北
- 电化区间：全线
- 電圧：50Hz 25,000V (交流)

## 沿途省份和主要城市
- 河南省：焦作市、济源市、洛阳市、平顶山市、南阳市、邓州市
- 湖北省：襄阳市、荆门市、宜昌市
- 湖南省：张家界市、吉首市、怀化市
- 广西壮族自治区：柳州市

## 与其它铁路的连接
- 月山站：太焦铁路、新月铁路
- 莲东站：侯月铁路
- 洛阳东站：陇海铁路
- 关林站：洛宜铁路
- 宝丰站：孟宝铁路
- 南阳站：宁西铁路
- 襄阳站：襄渝铁路、汉丹铁路
- 荆门站：长荆铁路
- 荆门南站：荆沙铁路
- 鸦雀岭站：鸦宜铁路
- 石门县北站：石长铁路
- 怀化西站：怀化联络线经由 沪昆铁路、渝怀铁路
- 洛满站：黔桂铁路
- 柳州站：湘桂铁路、衡柳铁路、柳南客運專線

## 安全问题
位于湖南省张家界市永定区的焦柳铁路禾家村至张家界北区间宋家湾村路段，截至2025年已有至少17人被撞身亡。由于该路段的安全隐患，铁路部门先后采取了加装安全提醒标识、加强司机嘹望鸣笛、引导村民穿越就近涵洞、开展路外安全宣传等措施。据同年5月的报道，当地已准备实施防护栅栏封闭工程。

## 铁路事故
- 2009年7月29日，由襄樊开往湛江的1473次旅客列车在运行至焦柳线柳州境内古砦至寨隆间，列车脱轨。事故造成4人死亡，重伤11人，23人轻伤。
- 2010年7月9日，由北京西开往遵义的K507次旅客列车运行至焦柳线湖南慈利境内沙刀湾至白马溪区间一处隧道时，因强降雨造成山体下滑泥石涌进隧道掩埋线路，导致列车机车及机后第一位车辆（行李车）脱轨，无人员伤亡[13]。